# Jessica Durlacher
Œuvres principales
De held (nl)
Jessica Durlacher, née à Amsterdam (Pays-Bas) le 6 septembre 1961, est une auteure néerlandaise.

## Œuvre
- Het Geweten (1997)
- De dochter (2000)
- Op scherp (2001)
- Nieuwbouw, récits et réflexions (2004)
- Emoticon (nl) (2004)
- Schrijvers, nouvelle (2005)
- Wat gebeurde er met Cathy M? (2007)
- De held (nl) (2010)
- Piraten (2013)

## Récompenses et distinctions
Jessica Durlache a remporté en 2011 le prix Opzij de littérature pour le roman De held (nl).